# クアドリシクラン
クアドリシクラン（英: Quadricyclane）は、太陽エネルギーの変換やロケットエンジンの推進剤への添加剤として利用される歪みを有する多環状炭化水素である。これらの使用法は限られており、分子の分解の温度は400度C以下と相対的に低い。

## 反応
クアドリシクランは、アセトフェノンのような増感剤が存在する場合に光反応によりノルボルナジエンから得られる構造異性体である。